# Jaap Ramaker
Jaap Ramaker (Amsterdam, 29 juni 1939 – 12 december 2024) was een Nederlands ambassadeur. Tijdens zijn voorzitterschap in een werkgroep van de Verenigde Naties slaagde hij op 24 september 1996 in de totstandkoming van het Kernstopverdrag; het verdrag werd door vijf van de acht landen met kernwapens ondertekend. In 1997 werd hij ambassadeur voor Nederland bij de Verenigde Naties en speciaal vertegenwoordiger bij de Comprehensive Nuclear-Test-Ban Treaty Organization.

## Levensloop
Ramaker behaalde in 1967 een mastergraad  in politicologie aan de Universiteit van Amsterdam. In 1968 en 1969 werkte hij kortstondig voor het ministerie van Buitenlandse Zaken in Den Haag en nam daarna nog een postacademische studie op bij het Nederlands Genootschap voor Internationale Zaken in de Hofstad.
Van 1970 tot en met 1972 was hij derde secretaris op de ambassade van Kameroen in Yaoundé. Vervolgens werkte hij tot en met 1975 op het ministerie voor de afdeling voor Centraal- en Zuidelijk Afrika. Hierna werkte hij een jaar als consul in Rio de Janeiro, Brazilië, en vervolgens vanaf 1977 drie jaar als eerste secretaris en plaatsvervangend  chef de mission op de Portugese ambassade in Lissabon. Hierna werd hij van 1980 tot en met 1983 benoemd tot hoofd van de afdeling Midden-Oosten in Den Haag.
Vanaf 1983 was hij adviseur en plaatsvervangend hoofd voor de Conferentie voor Ontwapening van de Verenigde Naties (UNCD) in Genève. Aansluitend ging hij in 1986 naar New York als gevolmachtigd minister en plaatsvervangend permanent vertegenwoordiger voor de Verenigde Naties. Van 1990 tot en met 1994 was hij gevolmachtigd minister en plaatsvervangend  chef de mission voor de Russische Federatie en vervolgens ambassadeur voor de UNCD in Genève.
Tussendoor was hij in 1995 voorzitter van de Hoofdcommissie III (Vredevol gebruik van nucleaire energie) van de Toetsings- en Verlengingsconferentie (Review and Extension Conference) van het Non-proliferatieverdrag in New York. Hetzelfde jaar nam hij eveneens het voorzitterschap op zich van de werkgroep voor Legale en Institutionele Zaken van het Kernstopverdrag.
In 1996 was hij de voorzitter van de onderhandelingen die leidden tot de ondertekening van het Kernstopverdrag. Het verdrag was enerzijds een succes: vijf van de acht landen met kernwapens ondertekenden het; India, Pakistan en Noord-Korea tekenden niet. Niettemin bleek de ratificering een probleem te zijn en is het verdrag nog steeds niet bekrachtigd door de landen Israël, de Verenigde Staten, de Volksrepubliek China en Iran.
Sinds 1997 is hij ambassadeur bij de VN en permanent vertegenwoordiger van Nederland voor de conferentie van ontwapening in Genève.
Ramaker overleed op 12 december 2024 op 85-jarige leeftijd.

## Erkenning
In 1997 werd Ramaker onderscheiden met de Carnegie Wateler Vredesprijs die jaarlijks wordt uitgereikt vanuit het Vredespaleis in Den Haag. In 2006 werd hij opgenomen in de Japanse IIe Klasse met gouden of zilveren ster in de Orde van de Rijzende Zon.